# 第3回ジャパンカップ
1983年11月27日に施行された第3回ジャパンカップについて記述する。
- 馬齢は全て旧表記を用いる。

## 出走馬の動静
第3回は地方競馬から1頭の出走枠が与えられることとなった。
フランスからは前年の2着馬で凱旋門賞を優勝し、その後アメリカ合衆国で芝GIを3つ立て続けて制したオールアロングが出走を表明。さらにフランスからオイロパ賞の勝ち馬でセントレジャーステークス2着・フランスダービー3着の実績があるエスプリデュノールも出走を表明した。
イギリスからは初めてのジャパンカップ出走馬としてハイホークが招待を受諾。
イタリアからはイタリア大賞、セントレジャーイタリアーノの勝ち馬チェリオルーフォ、西ドイツからはドイツ2000ギニーの勝ち馬のトンボス、アイルランドからは前年の4着馬でジョーマクグラスメモリアルステークス勝ちのスタネーラ(牝馬6歳)が出走を表明していた。
アメリカからは2頭選出となっており、春にGIを3連勝したエリンズアイルと前年の勝ち馬ハーフアイストが出走を表明した。
カナダからはGII1勝でGI2着があるカナディアンファクターが出走を表明。
オセアニアからは1600mで1分32秒99の持ちタイムがありオセアニアの中距離GIをごっそりさらっているマクギンティが出走を表明していた。
日本馬は日本中央競馬会の積極的な要請を受けて、古馬のトップクラス全馬が出走することとなった。
キョウエイプロミス、アンバーシャダイ、メジロティターンの3頭の天皇賞馬をはじめ、宝塚記念勝ち馬のハギノカムイオー、直前の天皇賞で1番人気となったタカラテンリュウと顔を揃えた。
地方競馬からは南関東の大レースを多く勝っているダーリンググラスが招待を受諾した。

## 競走施行時の状況

### 日本馬
補欠であったミスラディカルが他馬の出走辞退を受けてゲートに収まることとなった。
直前の記者会見で三冠馬ミスターシービーが出走しなかったことについて各国の記者から批判が集中したが、キョウエイプロミスの高松邦男調教師は「今、日本で最も強い馬はウチのキョウエイプロミスです。」と反論した。前走天皇賞を完勝、最高の出来にあったキョウエイプロミスなら、必ずや勝負になると高松邦男調教師は確信を持っていた。

### 外国馬
外国馬はアメリカが2頭、フランス、アイルランド、イギリス、カナダ、イタリア、西ドイツ、ニュージーランドから1頭ずつが招待された。
スタネーラは体調不良が伝えられ、曳き運動と軽いギャロップのみでレースに臨むこととなった。
オールアロングが直前に出走を辞退し、外国馬の招待は9頭となった。

### 出走馬と枠順
- 天候：晴れ、馬場状態：良

## 競走内容
（→競馬場の項を参照）
晴れ良馬場のコンディションでレースは開催された。1番人気のハイホークが出遅れ、逃げ宣言をしていたハギノカムイオー単騎で逃げる展開となった。
レースは1000m通過が59.1秒とハイペースで進むがそこからハギノカムイオーがスローペースに落とすも大差をつけたまま第3コーナーを回った。しかし、第4コーナーに入る前にハギノカムイオーは馬群に沈み、エスプリデュノールが先頭に立ち、そこを内からマクギンティ、外からアンバーシャダイが襲いかかった。ハイホークは後ろのままであった。
エスプリデュノールがアンバーシャダイとマクギンティを抜かせないまま坂を上がったところでスタネーラとキョウエイプロミスが並びかけ、坂を上がりきったところで2頭は並ぶもゴール前でスタネーラが二の脚を使いわずか頭だけ先着した。日本調教馬によるジャパンカップ初制覇はならなかった。
ゴール後、キョウエイプロミスは右前脚繋靱帯不全断裂で競走能力喪失と診断されそのまま引退した。

### 競走結果
| 着順 | 枠番 | 馬番 | 競走馬名               | タイム | 着差      | 人気 |
| ---- | ---- | ---- | ---------------------- | ------ | --------- | ---- |
| 1    | 7    | 14   | スタネーラ             | 2:27.6 |           | 3    |
| 2    | 3    | 6    | キョウエイプロミス     | 2:27.6 | 頭        | 10   |
| 3    | 4    | 8    | エスプリデュノール     | 2:27.6 | 頭        | 2    |
| 4    | 2    | 4    | ハーフアイスト         | 2:27.7 | 1/2馬身   | 7    |
| 5    | 8    | 15   | マクギンティ           | 2:27.8 | クビ      | 5    |
| 6    | 6    | 12   | アンバーシャダイ       | 2:28.2 | 2 1/2馬身 | 9    |
| 7    | 7    | 13   | ミスラディカル         | 2:28.3 | クビ      | 15   |
| 8    | 8    | 16   | チェリオルーフォ       | 2:28.7 | 2 1/2馬身 | 12   |
| 9    | 5    | 9    | エリンズアイル         | 2:29.0 | 1 3/4馬身 | 4    |
| 10   | 6    | 11   | ダーリンググラス       | 2:29.1 | 3/4馬身   | 16   |
| 11   | 4    | 7    | タカラテンリュウ       | 2:29.1 | 頭        | 13   |
| 12   | 5    | 10   | メジロティターン       | 2:29.7 | 3/4馬身   | 8    |
| 13   | 1    | 2    | ハイホーク             | 2:28.5 | 2 1/2馬身 | 1    |
| 14   | 3    | 5    | トンボス               | 2:29.8 | 1/2馬身   | 11   |
| 15   | 2    | 3    | カナディアンファクター | 2:29.9 | 1/2馬身   | 14   |
| 16   | 1    | 1    | ハギノカムイオー       | 2:34.9 | 大差      | 6    |

### 配当(払戻金)
| 単勝     | 14  | 420円   |
| 複勝     | 14  | 180円   |
| 複勝     | 6   | 510円   |
| 複勝     | 8   | 160円   |
| 連勝複式 | 3-7 | 5,270円 |

- 売得高合計5,651,473,900円

### 賞金
- 1着72,000,000円、付加賞134,400円
- 2着29,000,000円、付加賞38,400円
- 3着18,000,000円、付加賞19,200円
- 4着11,000,000円
- 5着7,200,000円